# 恩格湖
67°16′23″N 34°20′42″E / 67.273°N 34.345°E
恩格湖（俄语：Ингозеро），是俄羅斯的湖泊，位於該國西北部，由摩爾曼斯克州負責管轄，長10公里、寬6.8公里，面積21平方公里，海拔高度111.7米，湖岸線長度55公里。